# Urząd Ochrony Państwa
Urząd Ochrony Państwa (hrv. Ured za državnu sigurnost) ili UOP je bivša poljska civilna obavještajna agencija koja je služila sigurnosno-obavještajnom radu u zemlji i inozemstvu za potrebe Republike Poljske. Bila je zadužena za obavještajni i kontraobavještajni rad te elektroničku sigurnost vladinih dužnosnika (npr. od prisluškivanja).
UOP je osnovan 10. svibnja 1990. kao nasljednik Służba Bezpieczeństwa (hrv. Služba sigurnosti) iz komunističkog razdoblja. Služba sigurnosti je imala svoje sjedište u Varšavi te urede u 14 poljskih gradova i to u Białystoku, Bydgoszczu, Gdańsku, Katowicama, Kielceu, Krakowu, Lublinu, Łódźu, Olsztynu, Poznanu, Radomu, Rzeszówu, Szczecinu i Wrocławu.

## Uloge
UOP je izvršavao sljedeće zadaće:
- identificiranje i sprečavanje prijetnji koje mogu biti štetne za nacionalnu sigurnost, obranu, jedinstvo i međunarodni položaj zemlje,
- otkrivanje i sprečavanje organiziranog kriminala i terorizma, špijunaže i drugih zločina koji utječu na sigurnost države te kazneni progon počinitelja,
- otkrivanje i sprečavanje kaznenih djela koja utječu na ekonomsku sigurnost države te kazneni progon počinitelja,
- otkrivanje i sprečavanje kaznenih djela u nezakonitoj proizvodnji, posjedovanju i trgovini oružjem, streljivom i eksplozivom, narkoticima i psihoaktivnim tvarima kao i nuklearnim i radioaktivnim materijalom te kazneni progon počinitelja,
- otkrivanje i sprečavanje povreda državnih tajni,
- priprema i analiza informacija na najvišim razinama vlasti i Vlade koje su bitne za sigurnost države te kriptografska zaštita podataka.

## Uspjesi i neuspjesi
Među veće uspjehe bivše poljske tajne službe ubraja se evakuacija šestorice obavještajaca CIA-e i DIA-e iz Iraka početkom 1990. godine, uoči Zaljevskog rata. Cijeli događaj je poznat kao Operacija Samum a u njoj su odbile sudjelovati mnoge moćnije zemlje poput Velike Britanije, Francuske i Rusije.
Među uspjehe spadaju i otkrivanje špijunskih mreža ruskih agencija GRU i SWR te njemačkog BND-a te protjerivanje njihovih obavještajaca koji su u Poljskoj lažno radili kao diplomati.
U veljači 2002. UOP je razotkrio korupcijski skandal poznat kao "Orlengate" u kojem je uhićen Andrzej Modrzejewski, bivši predsjednik poljske naftne kompanije PKN Orlen.
Urząd Ochrony Państwa je znao biti optuživan da se koristi u političke svrhe. Agencija je 1995. bila uvučena u "skandal Olin" gdje je poljski premijer Józef Oleksy optužen za suradnju s ruskim obavještajcem Vladimirom Alganovim. Prema autoru Andreju Sołdatowu, riječ je o jednom od najvećih špijunskih skandala u Poljskoj kojeg je izazvala ruska služba sigurnosti s ciljem blokade poljskog pristupa NATO paktu. Zbog tog skandala Oleksy je 1996. podnio ostavku na mjesto poljskog premijera. dok je Alganov sljedeće godine deportiran iz zemlje.
UOP je prestao djelovati 29. lipnja 2002. kada je cijeli sigurnosno-obavještajni posao podijeljen na dvije novoosnovane agencije: Agencja Wywiadu (AW) i Agencja Bezpieczeństwa Wewnętrznego (ABW). Razlika između njih je što AW djeluje u inozemstvu dok ABW radi na poljskom teritoriju.

## Ravnatelji kroz povijest
| Ravnatelj              | Razdoblje                               |
| ---------------------- | --------------------------------------- |
| Krzysztof Kozłowski    | 11. svibnja 1990. – 31. srpnja 1990.    |
| Andrzej Milczanowski   | 1. kolovoza 1990. – 31. siječnja 1992.  |
| Piotr Naimski          | 1. veljače 1992. – 5. lipnja 1992.      |
| Andrzej Milczanowski   | 6. lipnja 1992. – 14. lipnja 1992.      |
| Jerzy Konieczny        | 15. lipnja 1992. – 1. prosinca 1993.    |
| Gromosław Czempiński   | 1. prosinca 1993. – 9. veljače 1996.    |
| Andrzej Kapkowski      | 9. veljače 1996. – 7. studenog 1997.    |
| Jerzy Nóżka            | 7. studenog 1997. – 6. veljače 1998.    |
| Zbigniew Nowek         | 6. veljače 1998. – 25. listopada 2001.  |
| Zbigniew Siemiątkowski | 25. listopada 2001. – 25. travnja 2002. |
| Andrzej Barcikowski    | 25. travnja 2002. – 29. lipnja 2002.    |

## Poveznice
- Agencja Bezpieczeństwa Wewnętrznego (ABW)
- Agencja Wywiadu (AW)